# Offene Verfassungsinitiative (China)
Die Offene Verfassungsinitiative (chinesisch: 公盟; Pinyin: gōngméng, als Abkürzung von 北京公盟咨询有限责任公司, Pekinger Offene-Verfassungsinitiative-Beratungsgesellschaft) ist auch unter der Abkürzung „Gongmeng“ bekannt. Sie ist eine Organisation von Juristen und Akademikern in der Volksrepublik China die Rechtsstaatlichkeit sowie einen besseren Schutz des Individuums durch die Verfassung fördern will. Gegründet wurde die Initiative 2003 von Xu Zhiyong, Teng Biao, Yu Jiang und Zhang Yingshui von der juristischen Fakultät der Universität Peking. Der ursprüngliche Name der Bewegung war „Sonnenscheinkonstitution“ (chinesisch: 阳光宪政; Pinyin: yáng guāng xiàn zhèng), amtlich registriert unter „Sonnenscheinkonstitution Sozialwissenschaftliches Forschungszentrum“ (chinesisch: 阳光宪政社会科学研究中心; Pinyin: yáng guāng xiàn zhèng shè huì kē xué yán jiū zhōng xīn). Sie wurde ab 2010 in einer neuen Organisation unter dem Namen Neue Bürgerbewegung fortgeführt.

## Entwicklung
Seit 2002 spielen unabhängige Onlinemedien und Boulevardzeitungen eine wichtige Rolle in politischen Abhandlungen innerhalb der chinesischen Gesellschaft. Viele intellektuelle Chinesen nutzen das Internet, um die mögliche Entwicklung der chinesischen Politik zu diskutieren. Die Offene Verfassungsinitiative ist eine Gruppe von solchen Intellektuellen. Ihre Website beinhaltet Aufsätze und Berichte über Angelegenheiten, die mit der Verfassung und dem Schutz der Bürgerrechte zu tun haben. Ein bekannter Jurist der Gruppe ist Xu Zhiyong.
Am 7. Juni 2004 wurde die Website durch chinesische Internetbehörden ohne bestimmten Grund gesperrt.
Die Niederschlagung der Initiative ereignete sich während einer Zeit erhöhter politischer Spannungen. Besonders betraf dies den Konflikt bezüglich der Taiwan-Straße und dem 15. Jahrestag des Tian’anmen-Massakers von 1989. Die politischen Spannungen wurden auch durch Veranstaltungen erhöht, die symbolischen Charakter für Chinas ansteigende internationale Beziehungen hatten, wie der Besuch der Vertreter des Griechischen Olympischen Komitees.
Im Jahr 2009 veröffentlichte die Verfassungsinitiative einen Bericht, der die Politik der chinesischen Regierung gegen Tibet kritisierte. Darin wird dargelegt, dass Propaganda eingesetzt wird, um das Versagen in der chinesischen Tibet-Politik zu vertuschen, wie etwa ethnische Ungleichheit und das Erschaffen einer „neuen Aristokratie“ von korrupten Beamten. Dieser Bericht wurde als eine ausgewogenere Sicht auf die Situation in Tibet betrachtet und erfuhr durch Internetdiskussionsforen in China Zustimmung. Die chinesische Regierung hat zu diesem Bericht keine Stellung bezogen.
Am 14. Juli 2009 wurde die Organisation mit einem astronomischen Bußgeld von 1,46 Millionen RMB (ca. 200.000 €) belegt. Am 17. Juli 2009 erklärten Behörden die Organisation als „illegal“ und lösten sie auf. Am 29. Juli 2009 wurde Xu Zhiyong wegen der Anschuldigung der Steuerhinterziehung verhaftet und am 23. August 2009 auf Kaution freigelassen. Sein Mitarbeiter Zhuang Lu gilt als vermisst, möglicherweise wird er in einer Haftanstalt in Peking festgehalten.
Am 21. August 2010 widerrief das Amt für öffentliche Sicherheit alle Anschuldigungen. Alle Gegenstände, die konfisziert worden waren, wurden zurückgegeben. Xu und andere setzten ihre Arbeit und die damit verbundenen Aktivitäten in einer neuen Organisation, die sich Neue Bürgerbewegung (Gongmin (chinesisch: 公民; Pinyin: gōngmín)) nannte, fort.

## Aktivitäten

### 2003
Xu Zhiyong, Teng Biao, Yu Jiang und drei Doktoren der Rechtswissenschaften schlugen vor, die „Vorschriften über die Verwahrung von Landstreichern und Bettlern in Städten“ zu untersuchen. Dieser Vorschlag wurde dem amtierenden Komitee des nationalen Volkskongresses eingereicht. Dadurch hob die Initiative die Verfassungswidrigkeit der Untersuchungen des Sung-Zhigang-Falls hervor. Weiterhin initiierten sie eine Basisbewegung für lokale Wahlen des Volkskongresses.

### 2004
Teilnahme an der Ausarbeitung einer Verfassungsänderung, um darin Menschenrechte einzubringen; die Ausarbeitung wurde beim Nationalen Volkskongress eingereicht. Verfolgung des Henan-Vorfalls, als Behörden das HIV/AIDS-Waisenhaus (auch „Home of Care and Love“ genannt) gewaltsam schlossen. Verteidigung von Yu Huafeng und Cheng Yizhong, Prokurist und Chefredakteur der Southern Metropolitan Daily. Vertretung von vier unschuldigen Bürgern, die zum Tode verurteilt worden waren, bis zum Berufungsgericht. Veranstaltung eines Symposiums zur Diskussion der Legitimität der Umsiedlung des Pekinger Zoos.

### 2005
Durchführung von Untersuchungen über Chinas Petitionssystem (Xinfang). Anstoß für den Empfangstag der Delegation des lokalen Volkskongresses. Untersuchung des lokalen Volkskongresssystems. Beginn des Berichts über die Entwicklung der Menschenrechte in China 2005.

### 2006
Fertigstellung des Berichts über die Entwicklung der Menschenrechte in China 2005. Die Offene Verfassungsinitiative ist besorgt über die Taxipreise in Peking und deren Verwaltungssystems. Die 2005 begonnene Untersuchung des Xinfang-Petitionssystems wird mit einem Bericht abgeschlossen. Die Initiative spricht sich für bessere Bildungschancen von Migrantenkindern aus. Eine durch die Initiative vorgeschlagene Gesetzesänderung über die Verwaltung von Hundeeigentümern hatte in Peking einen positiven Effekt.

### 2007
Beihilfe bei einer Zivilklage, um Opfer illegaler Ziegeleien zu entschädigen. Über die Zerstörung des Zhongguancun-Viertels äußerte sich die Initiative kritisch. Die Initiative stößt weitere Untersuchungen zum Todesfall von Yang Hua Cheng Peng Hideko im Jahre 1997 in der Haftanstalt Xiuwu an; hierfür soll das Haftpersonal in der Verantwortung stehen. Es wurde an verschiedenen Bürgeraktivitäten teilgenommen.

### 2008
Die Opfer des Melamin-Milch-Skandals wurden durch Prozesskostenbeihilfe und Rechtsbeistand unterstützt. Förderung direkter Wahlen innerhalb der Pekinger Anwaltsvereinigung. Verleihung eines Bürgerpreises zur Förderung von Zivilcourage und bürgerlicher Verantwortung.

### 2009
Veröffentlichung eines Untersuchungsberichtes über die Ursachen des 3.14-Vorfalles in Tibet. Opfer des Melamin-Milch-Skandals wurden weiterhin durch die Gongmeng-Initiative unterstützt. Die Initiative sieht die erzwunge psychiatrische Behandlung von geistig behinderten kritisch. Prozesskostenbeihilfe und Rechtshilfe zu dem Deng-Yujiao-Mordfall. Veranstaltung eines Workshops über Gesetze und Rechte. Prozesskostenbeihilfe für Petitionierer und Opfer von schwarzen Gefängnissen. Organisation einer Anwohner-Komiteewahl und Veranstaltung eines Symposiums über Green Dam.